# Lupșa, Alba
Lupșa (în maghiară Nagylupsa, în germană Wolfsdorf) este satul de reședință al comunei cu același nume din județul Alba, Transilvania, România.

## Așezare
Localitatea Lupșa este situată în depresiunea omonimă, în Țara Moților, pe râul Arieș, la o distanță de 102 km de reședința de județ. 

## Istoric
Prima atestare documentară a satului datează din anul 1366.
În ceea ce privește ocupațiile populației, aceasta, în general, s-a ocupat cu mineritul și agricultura. Minerii lucrau mai ales în minele aflate pe teritoriul comunelor învecinate Roșia Montană, Bucium, Baia de Arieș. O perioadă relativ scurtă, au lucrat și în mina de pe teritoriul satului Mușca, mină pe care Becher ar fi vrut să o cumpere. Această mină s-a redeschis în jurul anului 1975, transformând satul într-un vast șantier. Alături de minerit s-a practicat agricultura fără însă a se obține rezultate bune, de vină fiind în primul rând climatul rece.

## Economie
- Exploatarea terenurile agricole în vederea cultivării plantelor. Agricultura se practică atât în zona de luncă, cât și pe înălțimi, existând la înălțimi de 800-900 m ,,răzoare” care confirmă că aici au fost terenuri însămânțate. În funcție de natura culturii, de modul de folosire al terenului, ele se împart în mai multe categorii: fânațurile din apropierea zonelor de locuit numite țarini, terenurile îngrădite din apropierea caselor folosite tot ca fânațe numite troașe, terenurile de pe culmi unde se însămânțează cereale etc.
- Creșterea animalelor
- Exploatarea lemnului.
- Exploatări de calcar cristalin.
- Vechi centru aurifer și de dogărit.

## Transporturi
Stație de cale ferată a Mocăniței (haltă în prezent inactivă). Halta este înscrisă pe lista monumentelor istorice din județul Alba, elaborată de Ministerul Culturii si Patrimoniului Național din România în anul 2010 (cod: AB-II-m-B-20914.05).

## Lăcașuri de cult
- Biserica de lemn a Mănăstirii Lupșa, cu hramul Sf. Nicolae, înscrisă pe lista monumentelor istorice din județul Alba[2] elaborată de Ministerul Culturii și Patrimoniului Național din România în anul 2010.
- Biserica cu hramul Sf. Gheorghe și Nașterea Fecioarei, a unei vechi mănăstiri care a funcționat începând cu secolul al XV-lea ca mănăstire ortodoxă, devenită la începutul secolului al XVIII-lea, odată cu unirea cu Biserica Romei, o mănăstire greco-catolică. A funcționat ca atare până în anul 1832.[3] Ulterior a devenit biserică parohială greco-catolică. Construcția este caracterizată prin elementele de stil gotic, este de tip biserică-sală, tăvănită, cu absida poligonală decroșată și întarită cu contraforți. Deasupra părții de vest se ridică un turn-clopotniță din lemn, de factură barocă, adăugat în secolul al XVIII-lea. Biserica este numită de localnici Biserica din Deal. - Monument istoric care datează din 1421, aflat sub codul LMI AB-II-m-A-00248.[4]
- Biserica ortodoxă Pogorârea Sf. Duh (1835)
- Vechea mănăstire. Episcopul Petru Pavel Aron, într-o scrisoare din 9 octombrie 1762 adresată generalului Adolf von Buccow, o amintește ca „perantiquum monasterium". Cu prilejul agitației lui Sofronie, călugărul de aici Procopiu a trecut la neunire și astfel a fost scos din mănăstire. În 1762, când a fost devastată de neuniți, avea doi călugări: Pahomie și Silvestru. În mănăstire exista, până către sfârșitul secolului al XVIII-lea o școală de cantori. Băieții care frecventau școala mănăstirii erau scutiți de serviciu militar. În anul 1774 avea numai un singur călugăr. Averea mănăstirii consta dintr-un arător de 4 găleți[5], un fânaț de 11 care de fân și dintr-o pădurice[6].

## Obiective turistice
- Muzeul Etnografic "Pamfil Albu", situat în centrul satului Lupșa, constituie unul dintre cele mai mari și mai interesante muzee de acest gen din țară, realizat prin munca de o viață a învățătorului Pamfil Albu (1908-1990). Muzeul conține o bogată colecție de obiecte și piese din istoria locului, începând din comuna primitivă, o impresionantă colecție de haine din Țara Moților, cărți rare din secolele XVII-XVIII și o valoroasă colecție de icoane pe lemn și pe sticlă din sec. XVIII – XIX. Aici se păstrează un topor-ciocan din gresie șlefuită, din neolitic și două greutăți pentru fus sau pentru război din piatră șlefuită, din partea de început a Epocii Bronzului, iar din plina epocă a bronzulului, un topor-lance cu toartă din bronz, cu câteva nervuri longitudinale.[7]

- "Biblioteca". În anul 1949, statul a creat Biblioteca comunală Lupșa, dotând-o an de an cu un număr foarte mare de cărți, în special literatură beletristică. În anul 1964, pentru rezultatele deosebite, biblioteca a fost distinsă cu diploma de "Biblioteca fruntașă pe regiunea Cluj" în cadrul celui de-al III-lea Concurs de biblioteci evidențiate pe regiune. La data de 19 septembrie 1965, i se acordă premiul I pe țară în cadrul Concursului național bienal al bibliotecilor sătești. La ora actuală, biblioteca dispune de 18.985 de volume.

## Obiective memoriale
- Monumentul Eroilor Români din Primul Război Mondial. Monumentul din centrul satului Lupșa a fost dezvelit în anul 1935. Lucrarea, opera lui S. Răuțiu, are o înălțime de 2,50 m. Pe partea din față a coloanei este o placă cu următoarea inscripție: „Eroii neamului/1914-1918/”, fiind menționate apoi numele tuturor soldaților căzuți în Primul Război Mondial.
- Mormântul protopopului Coriolan Sabău (1897-1974), victimă a regimului comunist, unul din liderii rezistenței greco-catolice din Munții Apuseni.

## Galerie de imagini

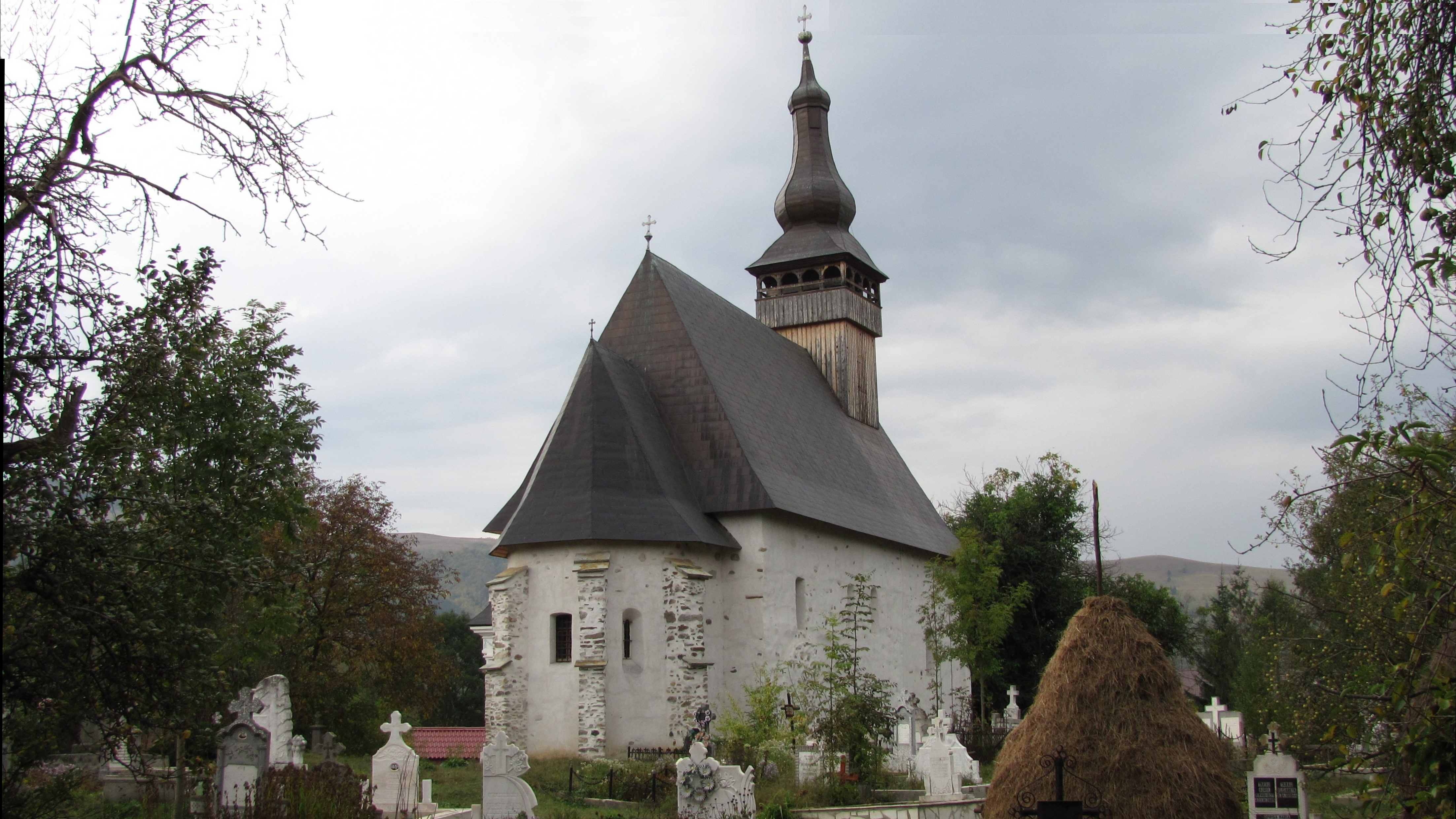
Biserica ortodoxă, cu hramul "Sf. Gheorghe" din Lupșa
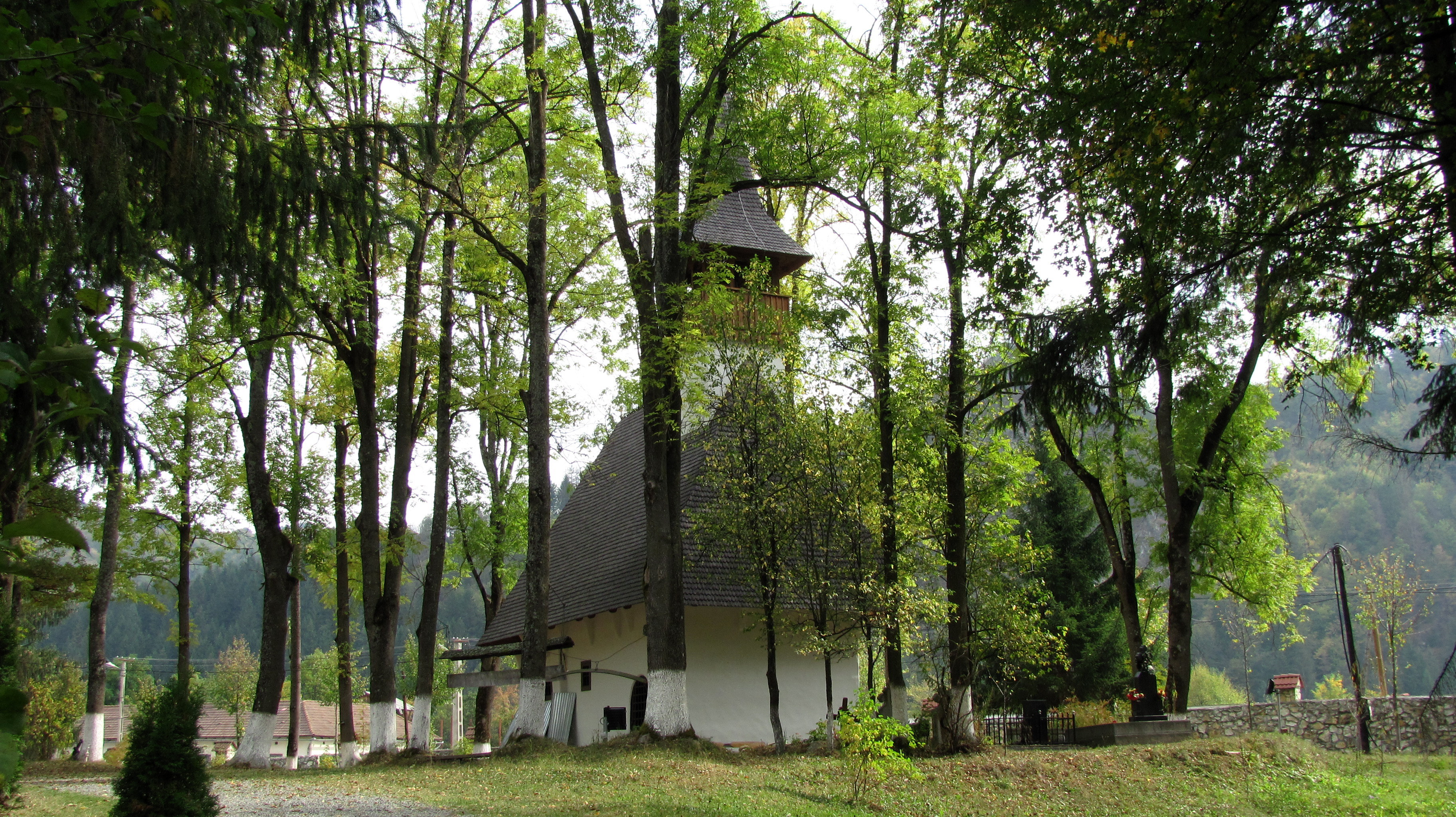
Biserica de lemn a Mănăstirii Lupşa, cu hramul „Sfântul Ierarh Nicolae” din satul Mănăstire
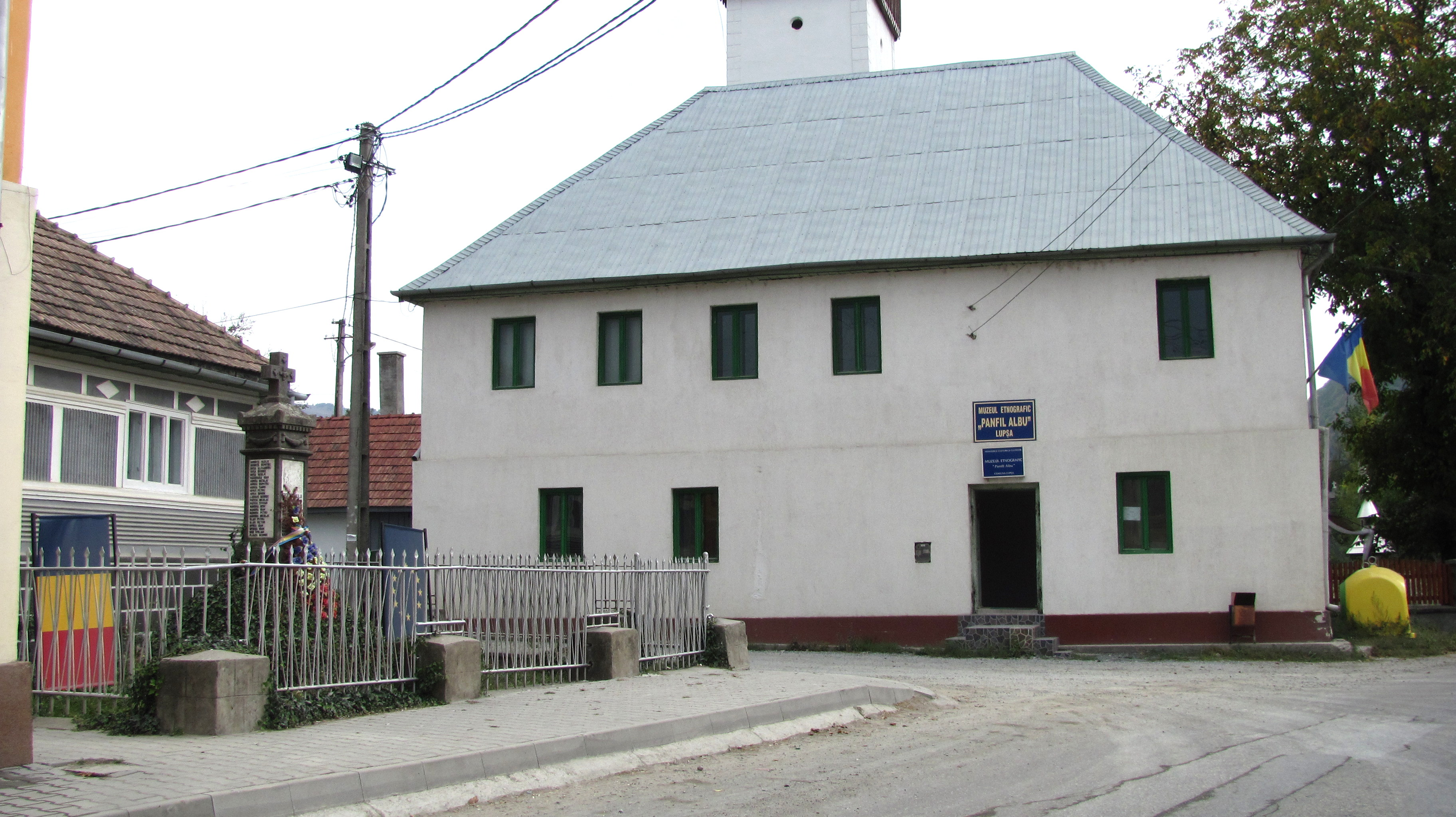
Monument ridicat în memoria Eroilor Români căzuţi în Primul Război Mondial si Muzeul Etnografic "Panfil Albu"
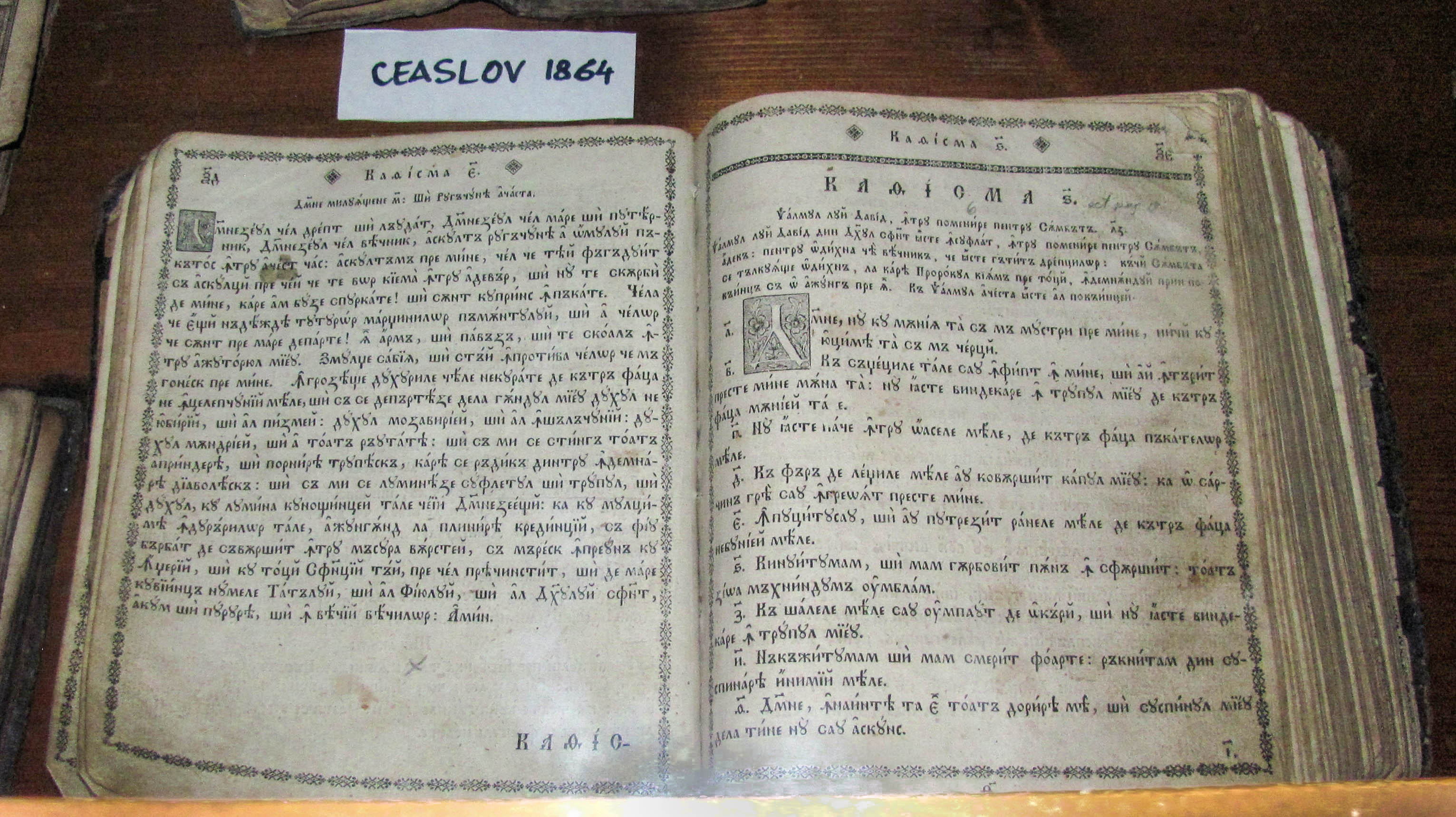
Muzeul Etnografic „Panfil Albu" Ceaslov din anul 1864
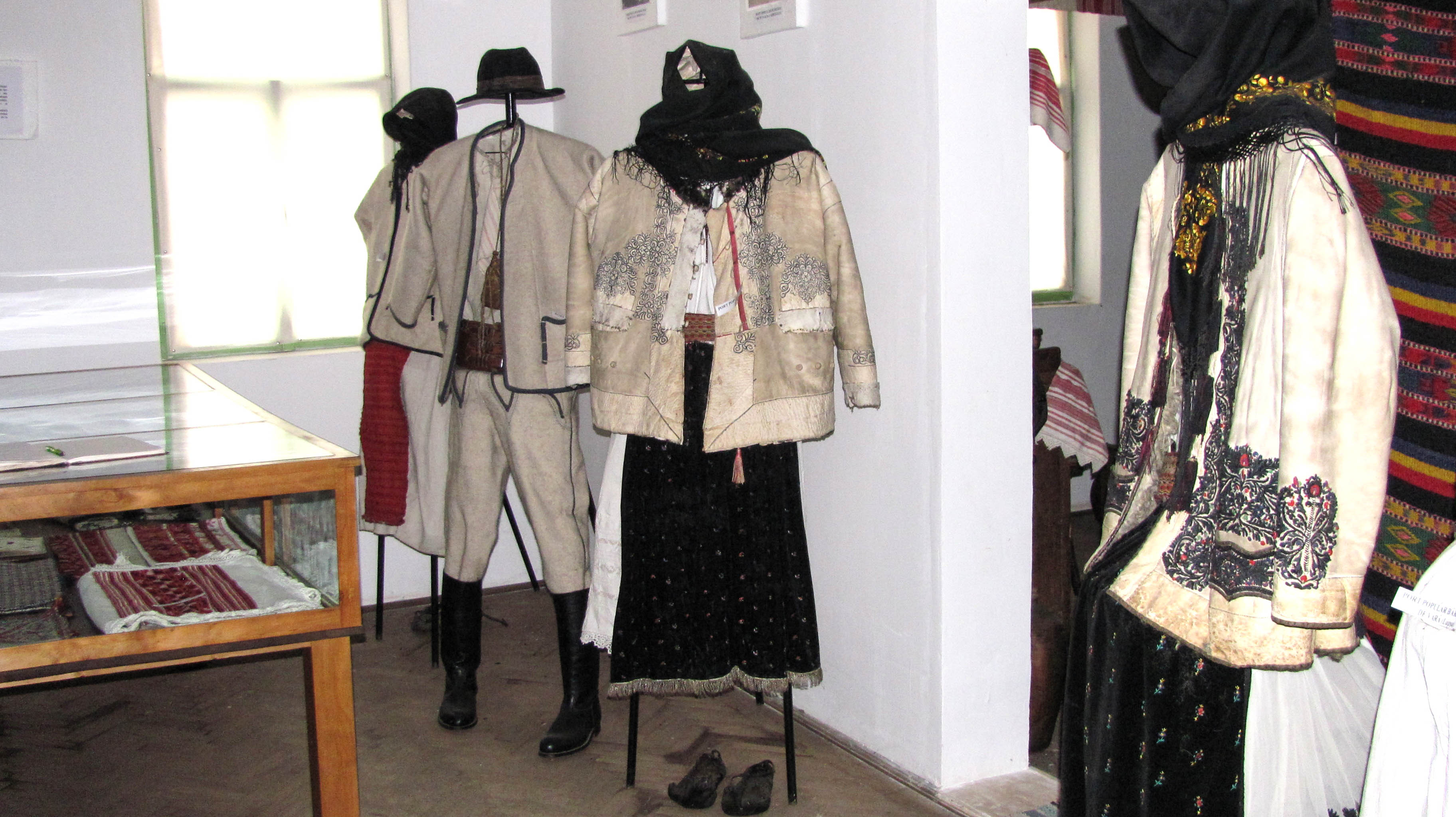
Muzeul Etnografic „Panfil Albu" Port popular

- Biserica de lemn 
 a Mănăstirii Lupşa, 
cu hramul 
 „Sfântul Ierarh Nicolae” 
din satul Mănăstire
- Monument 
ridicat în memoria 
Eroilor Români căzuţi
 în Primul Război Mondial 
si Muzeul Etnografic 
 "Panfil Albu"
- Muzeul Etnografic 
 „Panfil Albu" 
 Ceaslov din anul 1864
- Muzeul Etnografic 
 „Panfil Albu" 
 Port popular